# Gråkronad prinia
Gråkronad prinia (Prinia cinereocapilla) är en fåtalig och hotad fågelart i familjen cistikolor. Den förekommer enbart i norra Indien med närliggande områden.

## Utseende och läte
Gråkronad prinia är en liten (11 cm) prinia med mörkt blågrå hjässa och ett smalt, rostbeige ögonbrynsstreck. Ovansida är rödbrun, undersidan beigefärgad. Häckande rostprinia har mindre tydligt markerad hjässa, smalare ögonbrynsstreck, vitare undersida och mindre kraftigt rödbrun ovansida. Sången beskrivs som ett forcerat "cheeeeeeeesum-zip-zip-zip", men även snabbt upprepade "zip".

## Utbredning och systematik
Fågeln förekommer vid foten av Himalaya i norra Indien (Kashmir till Bhutan och södra Assam). Den behandlas som monotypisk, det vill säga att den inte delas in i några underarter.

### Familjetillhörighet
Cistikolorna behandlades tidigare som en del av den stora familjen sångare (Sylviidae). Genetiska studier har dock visat att sångarna inte är varandras närmaste släktingar. Istället är de en del av en klad som även omfattar timalior, lärkor, bulbyler, stjärtmesar och svalor. Idag delas därför Sylviidae upp i ett antal familjer, däribland Cisticolidae.

## Status och hot
Arten tros minska kraftigt i antal till följd av habitatförstörelse. Internationella naturvårdsunionen IUCN kategoriserar den därför som sårbar. Världspopulationen uppskattas till endast mellan 6 000 och 15 000 vuxna individer.

## Levnadssätt
Gråkronad prinia hittas huvudsakligen i gräsmarker med snårig undervegetation samt spridda träd och buskar, framför allt dominerade av Themeda, vilka typiskt förekommer nära salskogar. Den förekommer också i öppen skog och ungskog, och är med det mer trädlevande än andra prinior, antagligen från låglänta områden upp till 2000 meters höjd. Den verkar häcka kring månaden juni, även om inga säkra bon ännu intats. Alla fynd av arten i området kring Dehradun är från oktober till januari, vilket tyder på att den flyttar upp i Himalaya för att häcka. Utanför häckningstid har den observerats i lösa flockar med fem till sex individer i buskmarker med Lantana.

## Namn
Prinia kommer av Prinya, det javanesiska namnet för bandvingad prinia (Prinia familiaris).